# Coupe du monde des clubs de roller soccer
La Coupe du monde des clubs de roller soccer (RSCWC en anglais, pour Roller Soccer Club World Championship) est une compétition internationale de roller soccer qui se déroule en moyenne tous les deux ans, ouverte à tous les clubs de roller soccer souhaitant y participer.  Il s'agit de la plus importante compétition internationale de roller soccer en termes d'éditions ayant eu lieu, d'équipes participantes et de notoriété, suivie par la Coupe d'Europe des clubs. Le pays organisateur de la Coupe du monde est désigné par la RollerSoccer International Federation (RIF) et la première édition se déroule en 2003 en Angleterre. Elle est remportée par l'équipe des Pays-Bas RollerHolland.
Le tournoi compte déjà plus d'une dizaine d'éditions, la dernière en date s'étant déroulée à Bruxelles du 20 au 25 août 2019. L'équipe la plus titrée est le club français de l'AMSCAS, basé à Marseille, avec six victoires dans la compétition,. Le pays le plus représenté est la France avec quatre clubs ayant remporté au moins une fois le trophée, à savoir, chronologiquement, Planet Roller (Paris) en 2006, AMSCAS (Marseille) l'année suivante, le RSC Toulon en 2015 et le Phénix Roller Foot Marseille en 2017.
La ville de Marseille a été désignée pour la deuxième fois de son histoire pour organiser l'édition 2017 dans le cadre de l'événement Marseille Capitale Européenne du Sport 2017. C'est le club des Phénix Roller Foot Marseille qui a remporté le tournoi pour la première fois de son histoire.

## Historique

### Premières éditions: la Coupe du monde de roller soccer (RSWC)
En 2003, la Fédération Internationale de Rollersoccer (RIF) organise le premier tournoi international dans cette discipline ; il prend le nom de Roller Soccer World Cup (RSWC), soit Coupe du Monde de Roller Soccer en français. Cette première édition de la compétition se déroule au Queen Mother Sports Centre de Londres en Angleterre, et voit l'équipe des Pays-Bas remporter la finale face à l'équipe allemande. La compétition est de nouveau organisée l'année suivante au même endroit, et cette fois les Allemands prennent leur revanche face aux Pays-Bas en les battant en finale. Enfin, en 2005, la Coupe du monde se déroule cette fois à Brême en Allemagne, et c'est l'équipe de Göttingen, composée entre autres de quatre doctorants de l'université de la ville qui remporte le trophée,,. C'est la première Coupe du monde à laquelle participe une équipe française,.

### Développement de la compétition et premières victoires françaises
En 2006, la Coupe du monde se déroule dans la ville allemande de Nuremberg et voit s'affronter pour la première fois onze équipes. Parmi elles, quatre représentent des clubs à part entière, dont notamment l'équipe parisienne de Planet Roller et l'équipe marseillaise de l'AMSCAS. Ce sont ces deux dernières qui vont s'affronter en finale, avec une victoire du club parisien 1 à 0 en prolongations, à quelques secondes de la séance de tirs au but.
Cette finale opposant deux équipes françaises enclenche le début d'une domination des Français dans les éditions suivantes de la compétition. En 2007 tout d'abord, c'est à nouveau une équipe française qui remporte le tournoi, à savoir AMSCAS, qui bat l'équipe allemande en finale sur le score de 4 buts à 1. Dans le match pour la troisième place, c'est Planet Roller qui termine au pied du podium du tournoi en battant l'équipe belge des Shinobis Riders,. Enfin, en 2008, la Coupe du monde se déroule à San Francisco, aux États-Unis, et AMSCAS parvient à nouveau en finale face aux locaux des RSC Originators, emmenée par Zack Philips, (re)créateur du roller soccer. Cette fois, l'équipe française perd la finale à l'issue de la séance de tirs au but ; l'équipe de Planet Roller perdra en petite finale et termine à la quatrième place du tournoi.

### 2009: la compétition devient la Coupe du monde des clubs de roller soccer (RSCWC)
Au cours de l'année 2009, la Coupe du monde prend officiellement l'appellation de "Coupe du monde des clubs de roller soccer" (Roller Soccer Club World Championship ou RSCWC en anglais) ; ce changement permet notamment d'ouvrir la compétition à toutes les équipes licenciées à une fédération sportive qui désirent y participer, sans grandes restrictions particulières. Auparavant, le tournoi contenait en effet des restrictions en termes de nations représentées et de résidence des clubs hôtes. Cependant, ces restrictions sont vite apparues comme obsolètes au vu de la faible portée médiatique de l'événement ainsi que le peu d'équipes pratiquant le sport dans le monde. Avec cette nouvelle appellation, la compétition se veut ouverte à toutes les équipes de roller soccer souhaitant y participer, quelles qu'elles soient. Les seules restrictions subsistantes imposent à chaque équipe participant à la compétition de détenir une licence officielle affiliée à une fédération sportive, ainsi que la présence d'un maximum de deux joueurs de moins de seize ans par équipe (bien que les organisateurs et participants au tournoi ferment généralement les yeux sur le non-respect de cette dernière consigne si les joueurs concernés sont munis de protections adaptées et d'une assurance).
Cette année-là, la compétition est organisée à Bruxelles à l'initiative des Shinobis Riders, et quatre équipes françaises atteignent les demi-finales. Elle sera remportée par AMSCAS qui devient la première et seule équipe (encore aujourd'hui) à remporter le trophée pour la deuxième fois de son histoire.

### 2009-2013: AMSCAS règne sans partage
En remportant l'édition de 2009 en Belgique en battant le club francilien des Sharks d'Épinay, AMSCAS entame un cycle de cinq saisons au cours desquelles le club atteindra cinq fois la finale de la Coupe du monde des clubs pour autant de victoires. Cela a continué avec un troisième titre de champion du monde en 2010 à Piacenza, en Italie, qui accueillait le tournoi pour la première fois, suivi d'un nouveau titre en 2011 à Recife au Brésil,. 
En 2012, l'équipe marseillaise accueille la Coupe du monde pour la première fois de son histoire et ambitionne de remporter un quatrième titre à domicile. Ce sera chose faite contre l'équipe slovène de Rollera Ljubljana au terme d'une finale qui se sera terminée aux tirs au but. 
Enfin, en 2013, AMSCAS se déplace à Zaandam aux Pays-Bas avec pour objectif de conserver son titre pour la quatrième fois consécutive et de prendre une revanche sur l'édition 2011 de la Coupe d'Europe des clubs qui se déroulait au même endroit, lors de laquelle l'équipe s'était faite éliminer du tournoi sans même accéder aux quarts de finale. L'équipe atteindra son objectif en remportant la finale par un but à zéro contre le RSC Toulon.

### Depuis 2013: compétition bisannuelle et émergence de nouveaux champions
À l'automne 2014, à la suite d'une année faible en rencontres internationales lors de laquelle aucune Coupe du monde ni Coupe d'Europe n'ont été organisées, AMSCAS prend l'initiative de créer le Roller Foot International Tournament sur un week-end, afin de faire subsister l'idée d'un rassemblement annuel d'équipes internationales et de pérenniser la notoriété du sport. Ce tournoi rassemble 8 équipes avec notamment la première participation d'une équipe espagnole à un tournoi de roller soccer, à savoir les Kryptorollers de Nerja. C'est l'équipe organisatrice qui remportera le tournoi face aux Belges du Bruxelles Roller Foot par deux buts à un.
La Coupe du monde revoit le jour à l'été 2015, à l'initiative du RSC Toulonnais qui accueille le tournoi du 25 au 29 août 2015,. La compétition représente un succès en termes d'équipes présentes (16, un record) et de nations représentées (8, un record également) avec notamment et pour la première fois des équipes venues du d'Inde, du Congo et du Sénégal. L'équipe locale terminera première de son groupe de qualifications et passera en demi-finales après avoir battu le club francilien des UMS Easy Riders de Pontault-Combault au terme d'un quart de finale de grande intensité qui se sera terminé par trois buts à deux. Après avoir éliminé les slovènes de Rollera Ljubljana en demi-finale, le RSC Toulonnais affronte les Phénix Roller Foot Marseille en finale, où ne figure pas AMSCAS pour la première fois depuis l'édition de 2007. Les Toulonnais remportent leur premier titre mondial par trois buts à deux en inscrivant le buts de la victoire dans les derniers instants de la prolongation,,,.
Le tournoi n'a de nouveau pas lieu en 2016 pour les mêmes raisons qu'en 2014. La treizième édition se déroule donc en 2017, à Marseille pour la deuxième fois de son histoire (après 2012), à l'occasion de l'événement Marseille capitale européenne du sport 2017. Elle est organisée par AMSCAS, sextuple tenant du titre, et devait à la base réunir quatorze équipes représentant dix pays,,. Finalement, la compétition rassemble neuf équipes représentant huit nationalités, partagées en deux groupes de qualifications, et se termine par la première victoire du club marseillais des Phénix qui l'ont emporté aux tirs au but contre les UMS Easy Riders. Les Phénix constituent ainsi le quatrième club français sacré champion du monde dans l'histoire du roller soccer.
L'édition 2019 s'est déroulée à Bruxelles sur le site de Tour et Taxis et a été organisée par le club belge des Shinobis Riders qui fêtait à l'occasion leurs dix ans d'existence. En parallèle de la compétition sportive, un village associatif était en place avec de nombreux stands tels qu'un bar, un coin cuisine, une section de jeux en bois, une aire de tir à l'arc ou encore une cible de dart foot. C'est l'équipe des UMS Easy Riders de Pontault-Combault, finaliste malheureux de la précédente édition, qui remporte cette fois-ci le tournoi grâce à leur victoire par 4 buts à 0 contre l'équipe néerlandaise de RollerHolland. Il s'agit du cinquième club français sacré champion du monde dans l'histoire du roller soccer et du premier titre international pour ce club de région parisienne. L'équipe organisatrice du tournoi termine quant à elle à la quatrième place après leur défaite 3-1 en petite finale face aux Marseillais des Phénix.

## Palmarès et statistiques

### Palmarès par édition
Le tableau suivant retrace pour chaque édition de la compétition le palmarès du tournoi, le score de la finale, la nation hôte, et le nombre de participants.
| Édition | Année | Vainqueur                                | Score                | Finaliste                    | Troisième place                   | Quatrième place            | Participants | Ville hôte    |
| ------- | ----- | ---------------------------------------- | -------------------- | ---------------------------- | --------------------------------- | -------------------------- | ------------ | ------------- |
| 1re     | 2003  | Pays-Bas (1er titre)                     | ?                    | Allemagne                    | ?                                 | ?                          |              | Londres       |
| 2e      | 2004  | Allemagne du Sud (1er titre)             | ?                    | Pays-Bas                     | ?                                 | ?                          |              | Londres       |
| 3e      | 2005  | Göttingen (1er titre)                    | 2 - 1                | Skateclub de Brême           | États-Unis                        | Pays-Bas                   |              | Brême         |
| 4e      | 2006  | Planet Roller (1er titre)                | 0 - 0 (1 - 0 a.p.)   | AMSCAS                       | ?                                 | ?                          | 11           | Nuremberg     |
| 5e      | 2007  | AMSCAS (1er titre)                       | 4 - 1                | Allemagne                    | Planet Roller                     | Shinobis Riders            | 14           | Paris         |
| 6e      | 2008  | RSC Originators (1er titre)              | 1 - 1 (3 - 2 t.a.b)  | AMSCAS                       | "Euroland" (coalition européenne) | Planet Roller              | 8            | San Francisco |
| 7e      | 2009  | AMSCAS (2e titre)                        | 4 - 1                | Shark Épinay Roller Soccer   | Planet Roller                     | Utopie Toulon              | 12           | Bruxelles     |
| 8e      | 2010  | AMSCAS (3e titre)                        | 5 - 2                | Rollera Ljubljana            | ?                                 | Roller Holland             | 12           | Piacenza      |
| 9e      | 2011  | AMSCAS (4e titre)                        | 4 - 3                | Sport Clube Recife           | Recife Futins                     | ?                          | 6            | Recife        |
| 10e     | 2012  | AMSCAS (5e titre)                        | 4 - 4 (4 - 2 t.a.b)  | Rollera Ljubljana            | Recife Futins                     | Shark Épinay Roller Soccer | 10           | Marseille     |
| 11e     | 2013  | AMSCAS (6e titre)                        | 1 - 0                | Roller Soccer Club Toulon    | Phenix Roller Foot Marseille      | Paris Roller Foot          | 12           | Zaandam       |
| 12e     | 2015  | Roller Soccer Club Toulon (1er titre)    | 3 - 2                | Phenix Roller Foot Marseille | Rollera Ljubljana                 | AMSCAS                     | 16           | Toulon        |
| 13e     | 2017  | Phenix Roller Foot Marseille (1er titre) | 2 - 2 (2 - 1 t.a.b.) | UMS Easy Riders              | AMSCAS                            | Roller Soccer Club Toulon  | 9            | Marseille     |
| 14e     | 2019  | UMS Easy Riders (1er titre)              | 4 - 0                | RollerHolland                | Phenix Roller Foot Marseille      | Shinobis Riders            | 9            | Bruxelles     |

## Couverture par les médias et spectateurs
La Coupe du monde des clubs de roller soccer attire en moyenne plusieurs dizaines à centaines de spectateurs. En 2017, elle intègre la programmation de Marseille capitale Européenne du sport. 
En 2019, elle bénéficie d'une couverture médiatique inédite avec un reportage télévisuel diffusé au journal de 13:00 sur la chaîne "La Une" de la RTBF le premier jour de la compétition, ainsi qu'un reportage radiophonique diffusé dans l'émission "Matin Première" de La Première de la RTBF le quatrième jour de la compétition. De plus, cette édition a eu un coup de projecteur grâce à un article paru dans un journal belge francophone ainsi qu'un autre paru dans un journal belge néerlandophone. L'écho médiatique est même venu d'outre-Manche avec un article publié sur le site de la célèbre agence de presse britannique Reuters. À la fin de la compétition, un petit reportage est diffusé sur le site d'informations bruxellois BX1. 